# Saint-Julien-sur-Reyssouze
Saint-Julien-sur-Reyssouze ist eine französische Gemeinde mit 687 Einwohnern (Stand 1. Januar 2022) im Département Ain in der Region Auvergne-Rhône-Alpes. Sie gehört zum Kanton Replonges im Arrondissement Bourg-en-Bresse.

## Lage
Die Gemeinde Saint-Julien-sur-Reyssouze liegt in der Bresse am Fluss Reyssouze, in den hier der Reyssouzet mündet, 24 Kilometer nordwestlich von Bourg-en-Bresse.
Saint-Julien-sur-Reyssouze grenzt im Norden an Mantenay-Montlin, im Osten an Lescheroux, im Süden an Jayat und im Westen an Saint-Jean-sur-Reyssouze.
Durch die Gemeinde führt die ehemalige Route nationale 75.

## Bevölkerungsentwicklung
| Jahr                       | 1962 | 1968 | 1975 | 1982 | 1990 | 1999 | 2011 | 2021 |
| -------------------------- | ---- | ---- | ---- | ---- | ---- | ---- | ---- | ---- |
| Einwohner                  | 605  | 570  | 571  | 517  | 532  | 514  | 709  | 707  |
| Quellen: Cassini und INSEE |      |      |      |      |      |      |      |      |

## Sehenswürdigkeiten

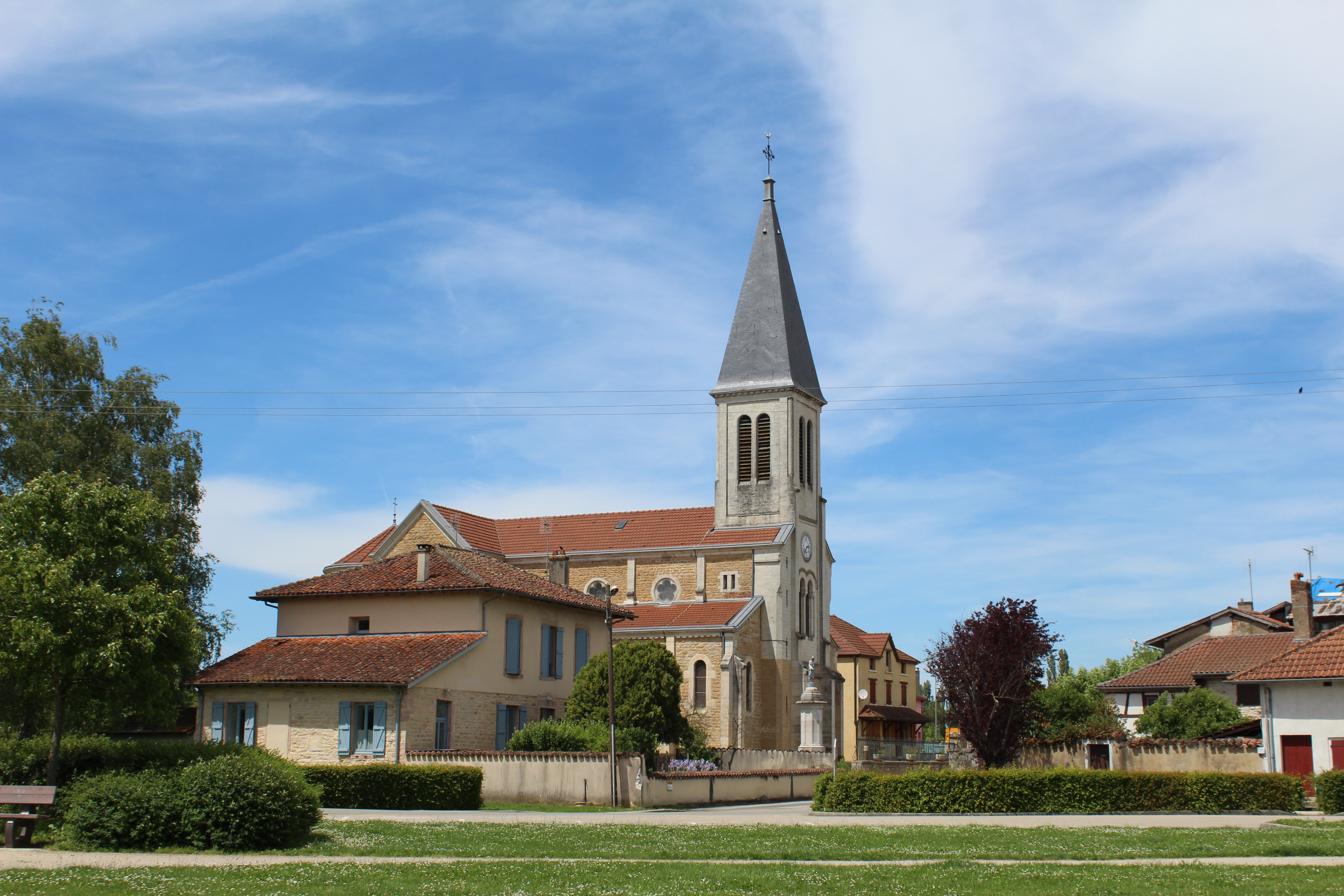
Kirche Saint-Julien
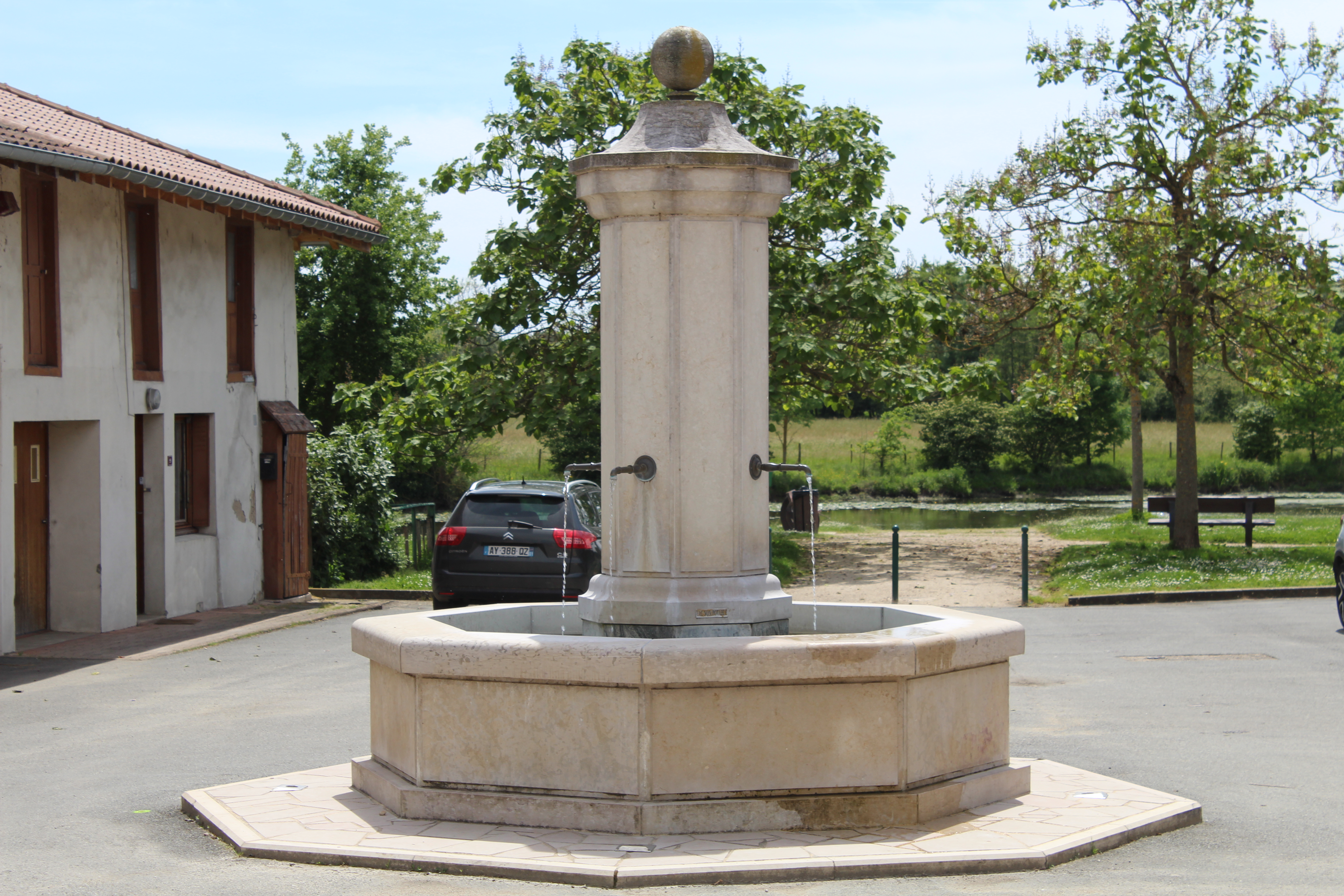
Springbrunnen
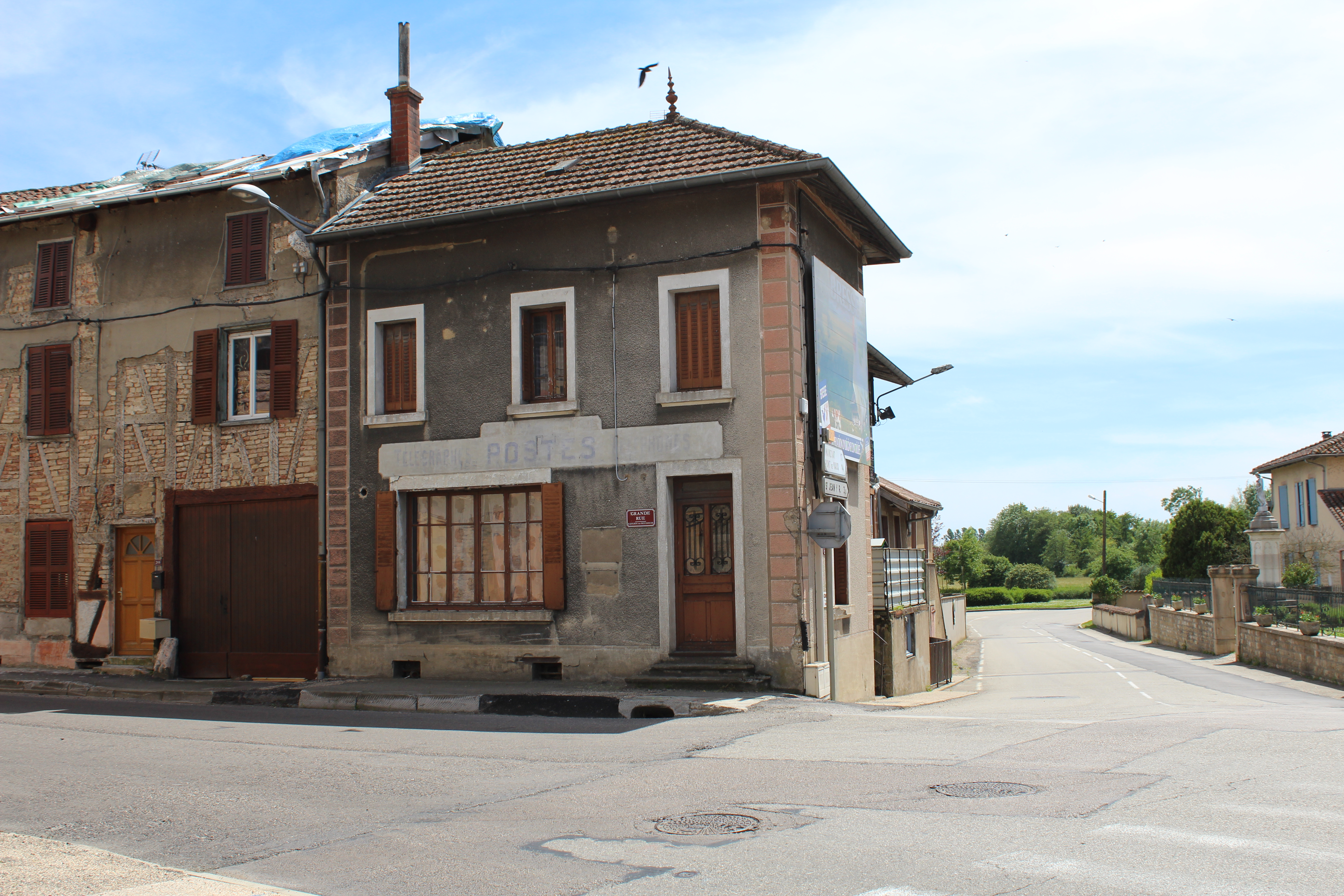
Ehemalige Poststelle
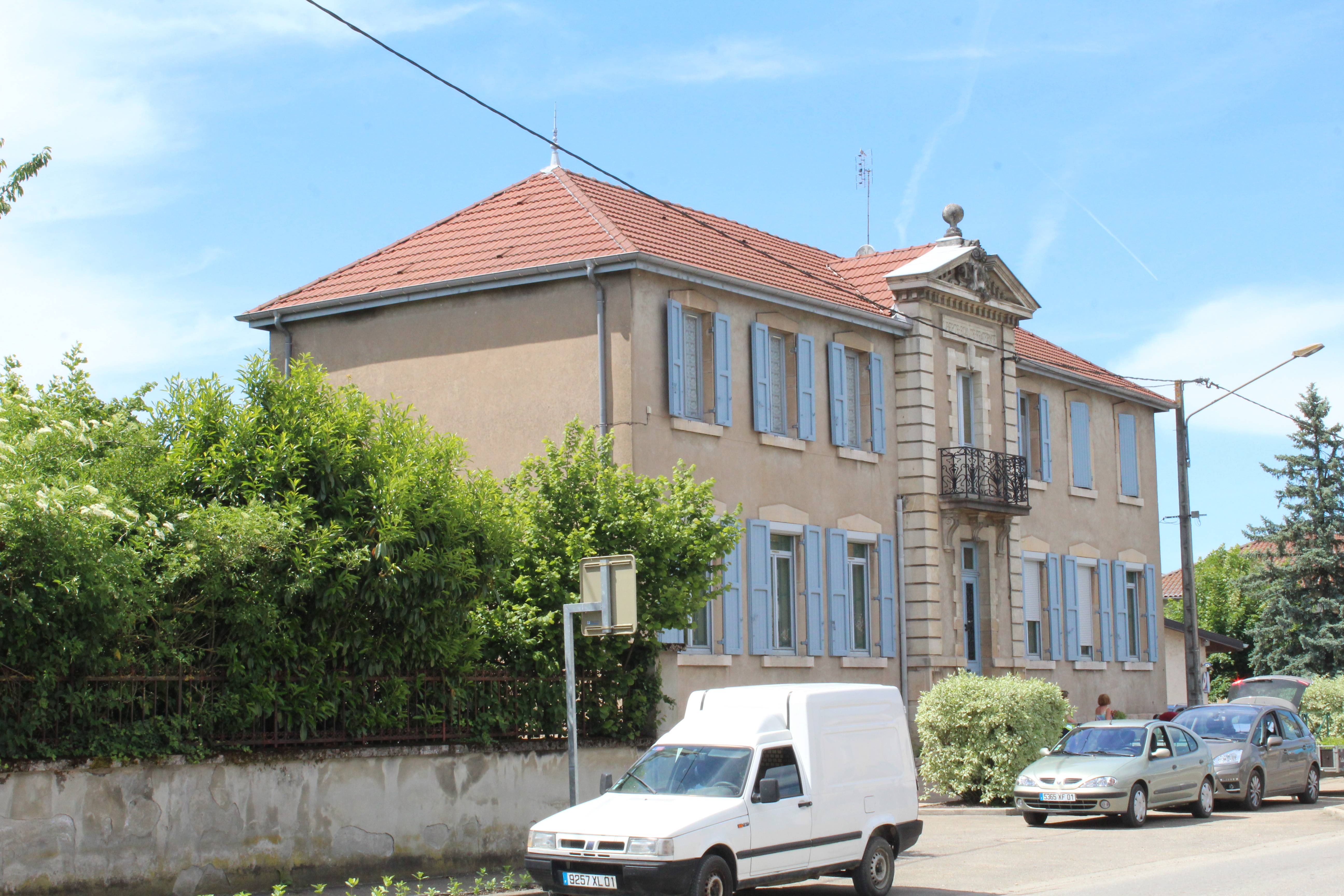
Schulhaus
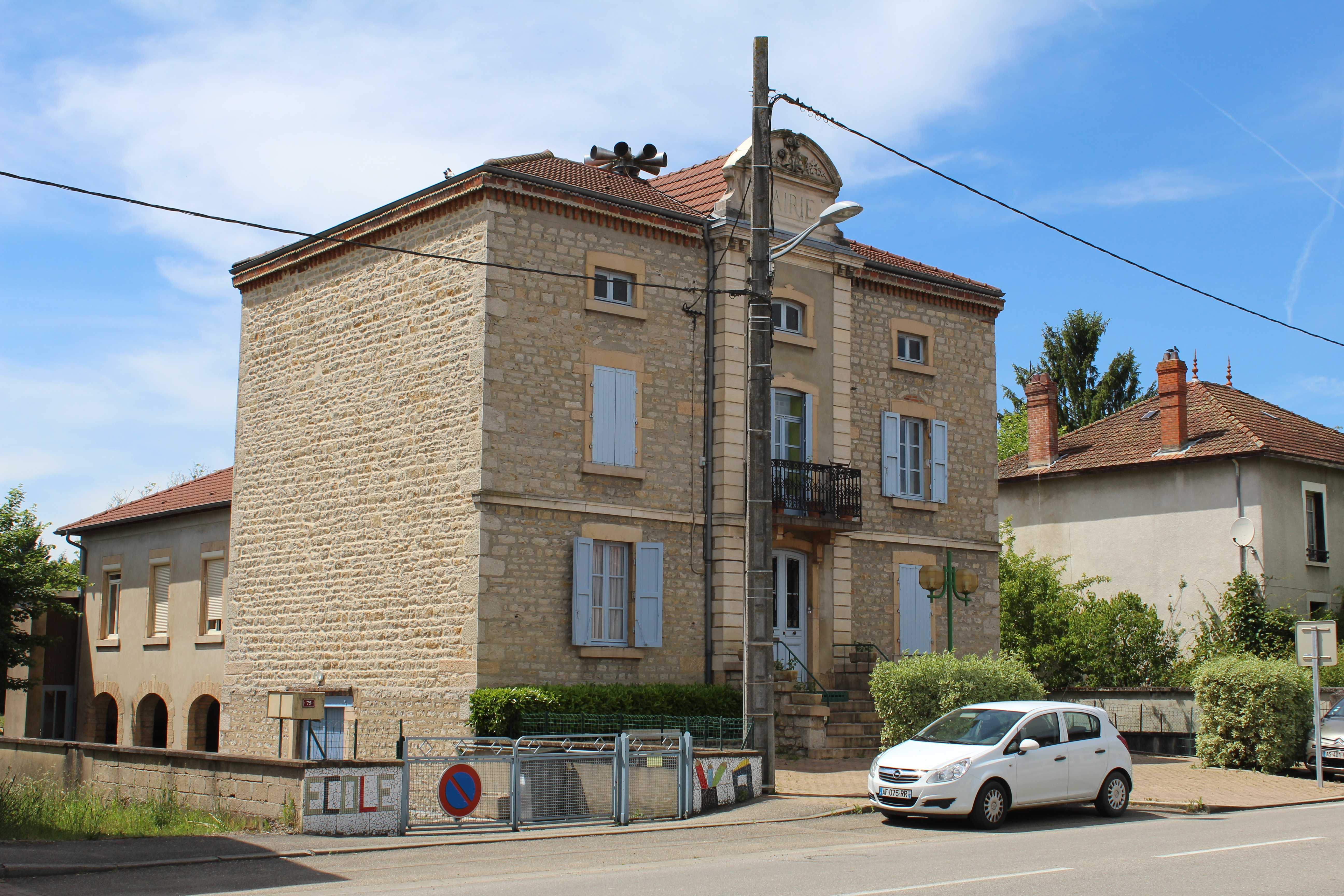
Ehemaliges Rathaus
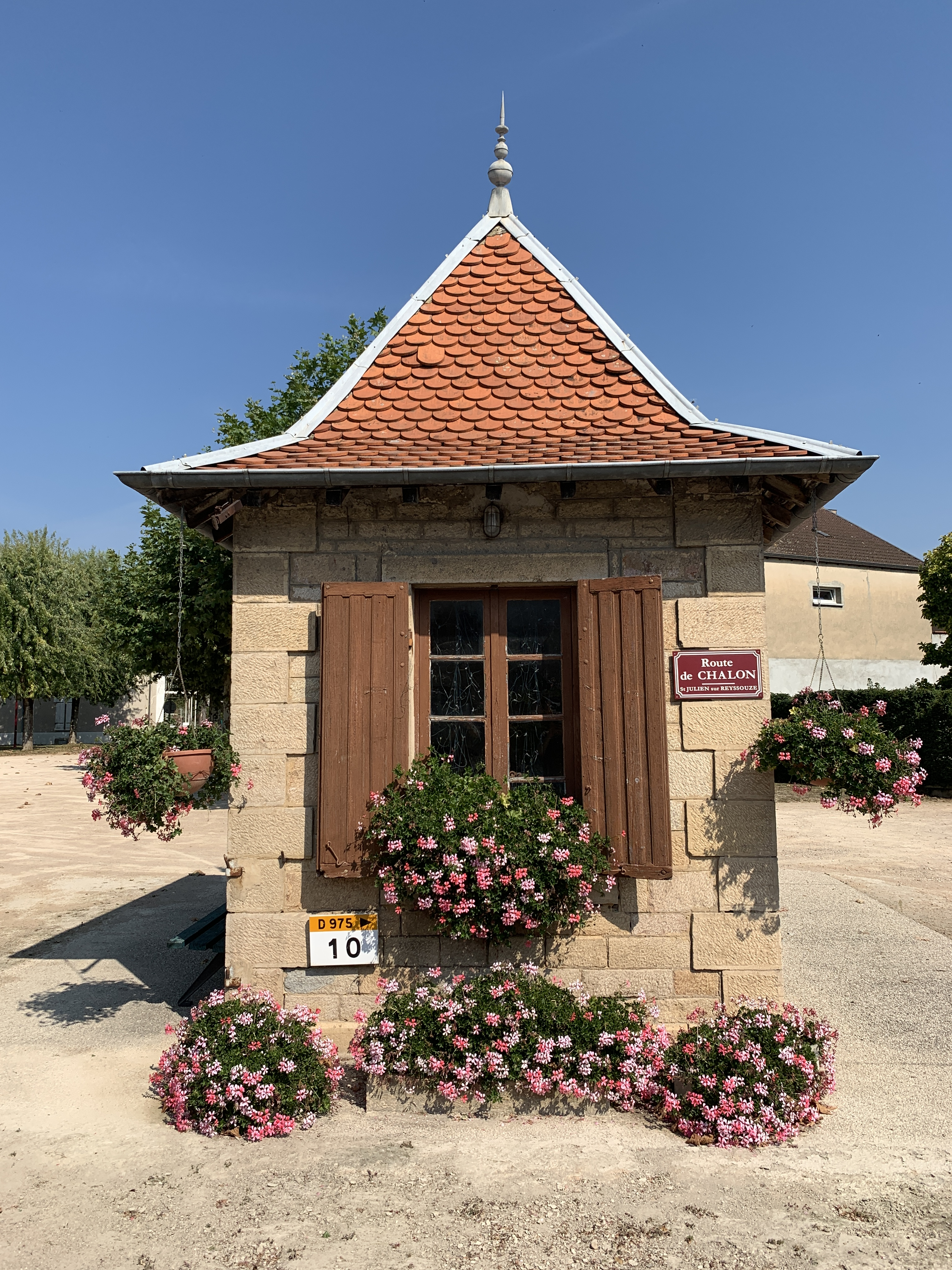
Ehemalige öffentliche Waage
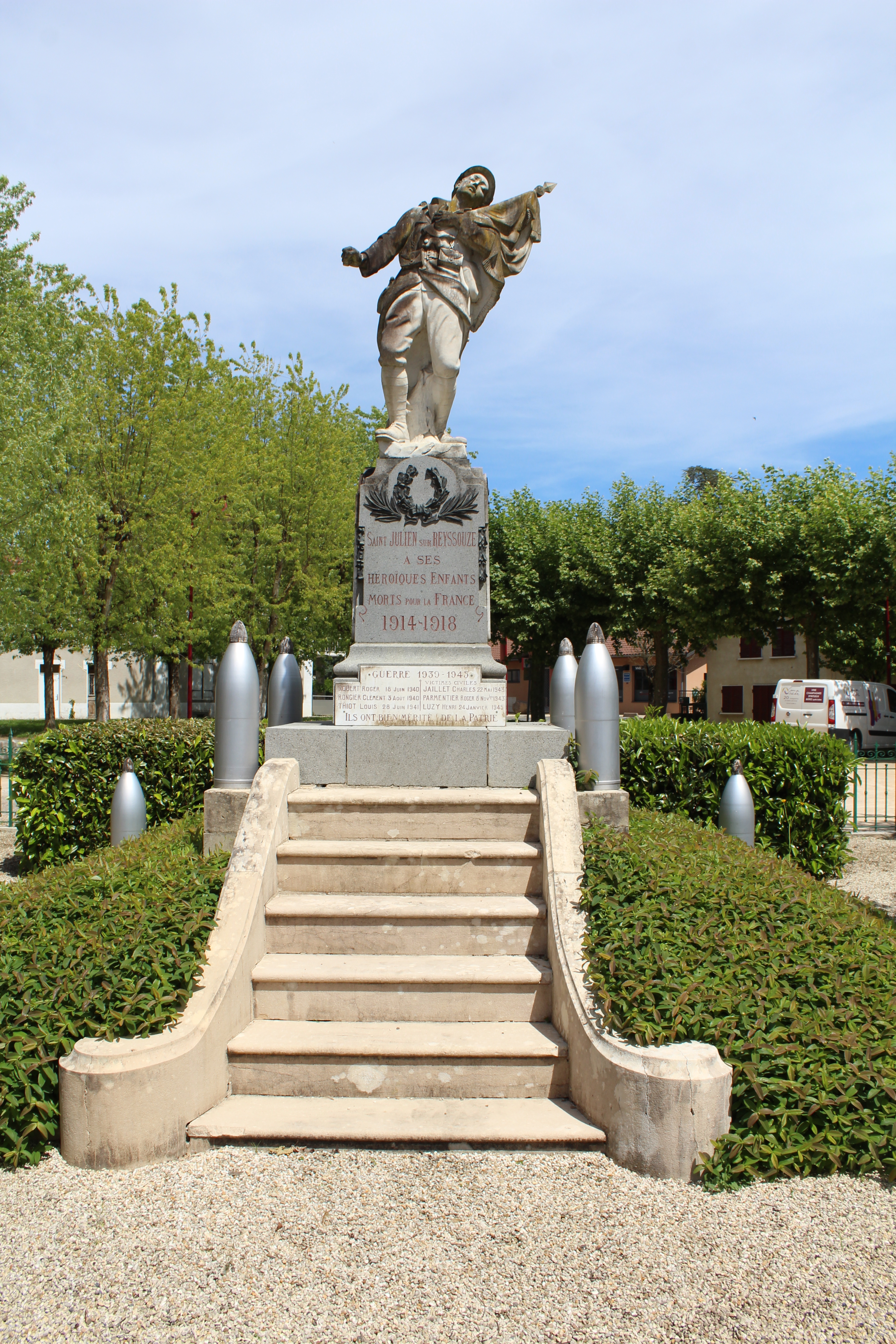
Gefallenendenkmal

- Kirche Saint-Julien
- Springbrunnen
- Ehemalige Poststelle
- Schulhaus
- Ehemaliges Rathaus
- Ehemalige öffentliche Waage
- Gefallenendenkmal